# 今浪隆博
今浪 隆博（いまなみ たかひろ、1984年7月6日 - ）は、福岡県北九州市出身の元プロ野球選手（内野手、右投左打）、スポーツメンタルコーチ、野球指導者、YouTuber。

## 経歴

### プロ入り前
2歳年上の兄の影響で小学1年生より横代ライオンズでソフトボールを始める。中学1年生から硬式野球チーム小倉バディーズに入団。
本人は地元の九州国際大付属高校でプレーすることを希望していたが、「地元でプレーすると野球が疎かになる」と考えた母親の説得で京都府の平安高校に進学。甲子園には2001年（2年夏）の第83回選手権大会と2002年（3年春）の第74回選抜大会に出場した。2年夏は準々決勝で阿部健太のいた松山商業高校と戦っている。
高校当時今浪の学年から試験的に導入されてた体育コース（アスリートコース）の前身のコースに在籍し、午前中だけ通常の授業を受けてそれを過ぎると午後練であった。今浪は体育コースの前身のコースの学業面について「定期テストの前日に回答を配られたにもかかわらず0点の生徒が何人かいた」と暴露しつつ「提出物は提出していた」「野球部関係者の授業はピリッとした」とフォローし「僕達の行いが良かったから体育コースが正式導入された」と冗談めかしている。
平安高校卒業後は立命館大学への進学を希望していたが、「プロを目指すなら明治大学にしなさい」「明治大に行くなら好きなだけお小遣いをあげる」と、またも母親に説得される形で明治大学商学部に進学する。もっとも本人によると、部員としては新1年生の時に注目されたきり3年生まで野球部の活動自体からフェードアウト状態であったといい、大学3年の終わりから「1年だけ頑張ろう」と心を入れ替えて野球に打ち込んだという。そのせいで野球部をサボって遊んでいた悪友からは裏切者扱いされたと後に苦笑している。広角に打ち分けるシュアな打撃に長打力も合わせ持ち、4年時の東京六大学野球春季リーグ戦で打率.304を記録。秋季リーグ戦では首位打者争いを繰り広げ、打率1位（.361）でリーグ戦を終えるも最終節の早慶戦で追い抜かれ、首位打者獲得はならなかった。更に確実に獲得できると思っていた遊撃手のベストナインも落選し（受賞したのは大引啓次）、燃え尽きた今浪は、この時点でプロを完全に諦めることを決断していた。しかし、プロを目指していた自分への最後のけじめとして、プロ志望届を提出した。
2006年プロ野球ドラフト会議で、北海道日本ハムファイターズから大学生・社会人ドラフト7巡目で指名を受けて入団。背番号は「45」。
ドラフト会議当日は今浪が指名されることを誰も予想していなかったため、当初大学内に会見場が設けられず、今浪自身もアルバイトの面接を入れていた。急遽設けられた記者会見には、大学側から今浪一人が参加したものの、そこにいる人物が今浪と知らなかった記者に「今浪選手はどちらですか？」と声をかけられ、自ら「今浪は自分です」と答えている。

### 日本ハム時代

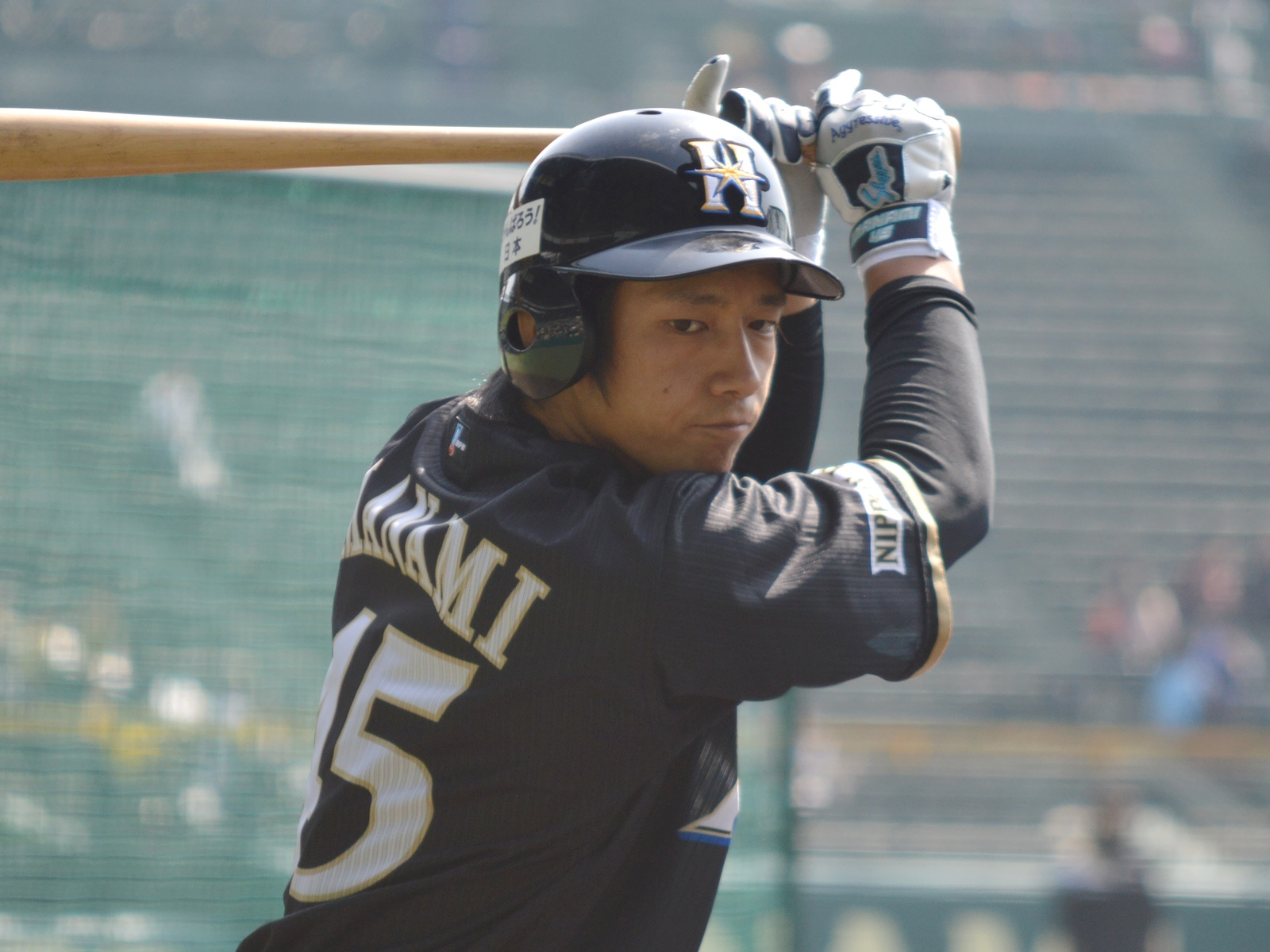
日本ハム時代（2013年3月9日、阪神甲子園球場にて）

2007年は1年目から二軍でレギュラーを掴み、主に遊撃手としてチーム2位の80試合に出場、打率.280の好成績を残した。12月25日、会社員であり大学の同級生の女性と入籍した。
2008年8月20日の千葉ロッテマリーンズ戦（東京ドーム）で一軍初出場。髙橋信二の代打として出場したが二塁ゴロに終わる。この年の一軍での出場はこの1試合のみだった。
2009年は9月1日のロッテ戦でプロ初安打を記録。5試合の出場で打率.250だった。
2010年は金子誠の離脱もあり、前年よりも出場試合数、打席数を増加。29試合の出場で打率.244、3打点だった。
2011年は主に守備固めとして二塁手・遊撃手・三塁手の3ポジションで起用された。チームの内野手に故障者が続出したこともあり先発に入る機会も増加し、自己最多の84試合に出場した。
2012年は春季キャンプから怪我が続き、出場試合数は13試合に留まった。
2013年は再び出番が増加し、主に守備固めとして二塁手・三塁手・遊撃手の3ポジションで起用され、6月30日の埼玉西武ライオンズ戦（札幌ドーム）では「6番・右翼手」で先発出場し、プロ入り後初めて外野の守備に就いた。自己最多の91試合に出場し、初めて開幕から一度も二軍に降格することなくシーズンを終えた。

### ヤクルト時代
2014年のシーズン開幕直後の3月31日に増渕竜義との交換トレードが成立し、東京ヤクルトスワローズへ移籍。背番号は「59」。
2015年は遊撃手のポジションを大引啓次、森岡良介と争う。開幕は大引が先発で森岡が代打の中心となるが、5月の大引離脱後に遊撃手での先発出場の機会を得ると攻守で活躍を見せた。5月24日の広島東洋カープ戦では9年目でプロ初本塁打を記録した。遊撃手または三塁手として起用され、またプロ入り後初めて一塁の守備に就いた。自身も怪我による離脱があったが、後半戦以降は大引に代わる遊撃手での先発や代打の切り札としての起用も増え、その中で打率.317、代打率.346を記録してリーグ優勝に貢献した。
2016年は6月17日の対西武戦で一塁手として出場している際に、炭谷銀仁朗が打ったフライ性の打球を捕ろうとして三塁手の川端慎吾と衝突し、担架で病院に運ばれた。翌18日に登録抹消となったが、抹消から10日未満となる6月24日に登録され復帰した。これは、脳震盪の登録抹消特例が適用されたためで、今浪がプロ野球史上初の適用者となった。さらに、9月3日には甲状腺機能低下症により登録抹消されたが、3週間後の9月24日に一軍復帰。一塁手・三塁手・遊撃手の3ポジションで起用され自己最多の94試合に出場し、得点圏打率.344、シーズンを通しての代打率.382を記録し、ここ一番での代打の切り札として大いに活躍した。
2017年は春季キャンプで腰を負傷し、更に回復しつつあった体調が再び悪化。5月18日に一軍登録されたが、体調不良により5月29日に登録抹消。その後も満足にプレーできない状態が続き一軍に昇格できず、出場試合数はわずか7試合に留まった。10月3日に球団より戦力外通告を受け、持病の甲状腺機能低下症（橋本病）の影響も鑑みて引退を決断。当初の予定ではなかったが、多くのファンから強い要望があり、11月23日のファン感謝DAYにて引退セレモニーが行われた。ファンや関係者らに感謝を伝えた後、チームの若手有望株で自身が才能を見込んだ廣岡大志にエールを込める意味で「引退の原因は廣岡に押し出されたからです」とジョークを飛ばし、集まったファンの笑いを誘い、明るく締めくくった。

### 引退後
現役時代に故障や持病と向き合った経験を基に、アスリート向けのメンタルコーチングを勉強。日本スポーツメンタルコーチ協会へ加入するとともに、「スポーツメンタルコーチ」という肩書で活動している。
2020年1月6日からは、ヤクルト時代のチームメイトだった田中浩康の後任として隔週月曜日に『なな→きゅう』（文化放送平日早朝の生ワイド番組）へパートナーとして出演中。
また2019年6月に平安高時代の同級生から声を掛けられ、軟式野球実業団チーム「ゴリラクリニックベースボール」の創設に関わる。チームが始動した初年度の2020年より監督を務めている。チームは台東区軟式野球連盟1部に属し、初年度から台東区春季大会を勝ち抜き、東京都軟式野球連盟秋季大会ベスト4までチームを導いている。
そして、自身のこれまでの野球経験を生かし、2022年4月1日にYouTubeチャンネル「今浪隆博のスポーツメンタルTV」を開設。
当初は真面目にアスリートのメンタルや技術談義を行っていたが、ふと11年間一軍と二軍を行き来した「二軍の帝王」「今浪クラス」の視点から見た二軍のネタやプロ野球の裏側ネタ、「なんでプロ野球選手は金のネックレスを着けてるの？」といった野球に絡めた雑談などを展開したところ、人気が爆発。
2024年4月8日には出版社からの依頼で書籍化され、「ななめ上行く野球談義で大人気のYouTubeチャンネル」として紹介されるに至った。
2024年6月3日時点で登録者数は9.34万人となっているが、同日「なんで載ってない？とあるサイトの『プロ野球選手のYouTubeチャンネル登録者数ランキング』」という動画を公開し、「とあるサイト」こと「みんなのランキング」の同ランキングにおいて、10.1万人の田尾安志についで19位にランクされるべきであるにもかかわらず自分の名前がそこに挙がっていない理由について、12分7秒にわたってにこやかに考察している。
2024年8月2日、アパレルブランド「IMANAMI Class」を設立。このブランド名には、現役時代の今浪を象徴するような、「使い勝手が良く、高すぎず安すぎず、一流ではないが二流でもない、そして意外と息が長い」という意味が込められている。

## 選手としての特徴
走攻守にバランスが取れ、内野の全ポジションをユーティリティーにこなせる万能型の選手。シュアな打撃も持ち味。生涯代打率.316を記録し、ヤクルトではここ一番での代打の切り札として抜群の勝負強さを誇った。日本ハム、ヤクルト等でコーチを務めた三木肇は「（今浪は）攻守ともに状況を的確に掴み、相手が嫌がるプレーができる。数字以上にチームに貢献している」と評している。
主に守備固めとして起用されていた日本ハム時代は守備やバントを確実にこなすこと、チームプレイに徹することで頭がいっぱいになり、打撃について考えることができなかった。ヤクルト移籍後はシンプルに「打つこと」だけを考えるようになると気持ちが楽になり、打撃成績が大きく向上した。
攝津正は現役時代に苦手としていた打者に今浪を挙げており、「（今浪に）ボールをコツコツ当てられるのが嫌だった」と語っている。
「身体が弱く怪我が多かった」「フィジカルはプロ野球界で最弱」と自認しており、現役時代は全10部位の怪我と2回のレーシック手術を経験した。また、引退後に現役時代から悩まされていたもやもや血管の手術を受けたが、もし現役時代にそれを治療してくれた主治医に出会っていれば、現役時代の怪我の回数は史実より格段と少なくなっていたと、主治医は説明している。

## 人物
愛称は「ナミ」、「ナミさん」。
ヒーローインタビューでは、「今浪節」と称される真顔でギャグやジョークを言う“スベり芸”でファンを沸かせた。
自身の熱狂的ファンや可愛がっている後輩選手を「今浪チルドレン」と呼んでいる。
プロ入り当初に目標としていた選手は川﨑宗則。
ヤクルトに在籍した期間は4年と短かったが、多くのファンから愛され、引退時は惜しまれていた。

## エピソード
- プロ入り前の契約時に日本ハム球団関係者から「来年で戦力外になる」と告げられている。今浪自身はそのことに納得しており、「せっかくプロになれたから楽しんでやろう」と気楽にプレーした。一年目のシーズンを終えると一軍昇格はならなかったが、二軍で打率.280を記録。今浪は「これでクビか。いつ呼ばれるのかな」と思いながら、球団からの連絡を待ったが、一向に連絡が無く、その後、何事も無かったかのように契約が更新された[6][注 1]。
- 引退後は「これからの選手に自分と同じような苦労をさせたくない。楽にプレーしてもらえるように手助けしたい」との思いからスポーツメンタルコーチを目指すようになった[37]。

## 野球論
- 本人は引退後にファーストストライクを狙うことの重要性を説いている。「それが空振りになってもファウルになっても全然いいねん」と語っており「もったないって考えを持ってる人、ファーストストライクを振りにいけない人、打ちにいけない人って、結果出したことないよね」「ファーストストライクを見逃しますってことは、打率を自分で下げてるからね」と慎重打法を批判している。今浪本人は、それは無死満塁の状況でも変わらない話であるとしている。あくまでプロ野球で慎重打法が成立する人はいるとは注釈をつけているが、アマチュア野球でファーストストライクを見逃しているような人はそもそもプロの水準には達していないという趣旨の話をしている。相手が超一流の投手で、7回まで安打を1本も打てていないが相手は70球投げているという状況でも、自分が監督ならファーストストライクは狙うとしており、その理由として「ちゃんとファーストストライクを狙っていたらそんな状況にはならない」という内容の話をしている[38]。
- 引退後にスポーツメンタルコーチの立場で「なぜプロ野球選手は入団から年々太っていくのか?」という質問を受けた際は「年143試合を月曜休み以外、週6回行う１シーズンを戦い抜くには脂肪が必要」という趣旨の回答をしている。今浪自身は現役時代に体脂肪率が6～7%程度しかなかったため、周囲から「体脂肪率が低すぎるので脂肪を付けろ」と言われ、トレーナーからも「2桁台まではちょっといきたいね」と指導された[39]。
- 「打撃は水物だが守備や走塁に不調はない」という考えについては「打撃は水物」は肯定しつつも「守備や走塁に不調はない」は否定している。その上で「盗塁のスタートには物凄い技術が詰め込まれている上に勇気が必要であり、一度失敗体験があると恐怖で反応が鈍る」という内容の回答で、盗塁においては走塁の不調はあるとしている。同じ走塁でも打球判断に関しては、恐怖が頭をよぎれば慎重になって走塁死する確率が下がることから、不調は無いという。守備もやはり失敗体験による恐怖が影響し、内野手ならバウンドが合わなくなることがあると解説している。「守備や走塁に不調はない」という主張は、あまり盗塁しない人、内野手を守らない人の意見（外野守備にも不調はあると断りを入れているが、記録に残るエラーという形では表面化しづらいと添えている）だと私見を述べている[40]
- 投手が2ストライクを取ってから1球大袈裟に外したボール球を要求する配球について「あくまで僕の考察」と前置きしつつも「ストレートとドロップ、スライダーしかなかったような、まだフォークなどの落ちる球の無かった時代の野球では、投手有利のノーボール2ストライクで打者が自分のストライクゾーンを広げてボールを拾いに行く打撃をするものであり、球種も打者がそうやって比較的楽に拾えるようなものしかなかったため、そこで打たれたら勿体無いという指導者目線の発想で外し球がセオリー化した」と主張している。その上で、そのような遊び球は近代野球には通用しない、2ストライクからの全球勝負を行うべきだと提唱している[41]。
- 左打者の左投手との対戦について「（対右投手戦より）考えることが減る」と主張しており「逃げる球さえ待っとけばいいということやねん」とその理由を説明している。今浪は左打者の対左投手戦は開かされることさえ防げれば結果は出せるはずとまで言い切っている。また、対左打者における左投手の速球は逃げる球道であるため、スライダーのタイミングで待っていても間に合うと解説している。「では、インサイドに投げられたときはどうするか?」という問いに対しては「左ピッチャーで左バッターのインサイド、バシバシ投げれるピッチャーって誰がいる?って話やねん。ほとんどいないはず」「ほとんどのピッチャーってこれ（インサイドを狙った球）が中に入る。甘くなるからそんなインサイドをバシバシにイメージ意識する必要ってないよねっていうところ」と主張している[42]。
- 「シーズン中はどのタイミングでウエイトトレーニングを行うのか?」「シーズン中にウエイトトレーニングをしながら試合をこなせるのか?」という質問に対しては、まず1つ目のパターンとして「試合前の全体練習の前にクラブハウスで行う」「体が軽すぎると不快なので、試合前にウエイトトレーニングをして適度な疲労感や筋肉の張りが欲しい選手もいる」「張り感がある方が筋肉を使える選手もいる」と解答しており、もう1つのパターンとして「試合後にウエイトトレーニングを入れる」「鍛える効果と刺激を入れることで疲労を取れやすくする」と解答している。今浪は「筋肥大はシーズンオフに終わらせることなので、シーズン中のウエイトトレーニングは筋肉維持のために行っている」と断りを入れており「それではシーズン前に筋肥大するとして、シーズン後に体型が変わる選手はいるのか?」という質問については「選手による」としている[43]。
- 逆方向に長打を打てると賞賛される理由について「効率の良いバッティングフォームで打てている（技術が高い）ということになるのかな、と僕は思う」と説明した上で、本塁打については「引っ張っても逆方向でも結果は同じ」と打球方向に拘る必要はないとの立場を示している。また、長打はコースに関係無く引っ張った方が逆方向に打つより必然と出やすいとしており、逆方向に打つことを過度に賞賛する風潮を疑問に思っている[44]。
- 「分かっていても打てないボール」という投球については「『はじめの一歩』で青木が今江戦で使ったよそ見と一緒」と例え話を行い「極限の集中状態なわけよ（中略）来るって分かっててもつられてまうねん」と話している。また、決め球の変化球が超一流の投手は直球の質や制球も良い上にフォームも直球と決め球で変わらず、まず打者としては直球に対応しようとするため、決め球の変化球が来ると分かっていても意識から消したはずの直球が頭によぎると「分かっていても打てないボール」の正体を紐解いている[45]。
- 投球が高めに浮くことがいけない理由としては、抜けている（抜けているということは投球の威力が下がる）ためと説明している。一方、投げミスではなく高めに狙い通り投げている球は悪くない、高め自体が悪い訳ではないと断りを入れている。捕手の要求通り投げた高めと抜けて浮いた高目は、たとえスピードガン表示に表れなくとも打者からは質の違いが一目瞭然だという[46]。
- 投球の「好き」と「得意」は打者にとってもイコールではないと説明している。例えばバットコントロールしやすい低めが「好き」なのと、低めで打撃成績を出せており「得意」かどうかというのは全く別の話で、プロにも自分がローボールヒッターだと思い込んで高めを打つ練習をせず、全く結果を出せない選手もいるという。今浪はある大物選手に「高めに浮いた球はタイミングが合わなくとも手を出していけば打率は高まる」と助言されたため、ある時からとにかく高めに飛びつくようにした。すると、相手の失投を積極的に捉えるようになったため、自分は打ち損じだと思った時もヒットゾーンに飛ぶようになった[46]。
- セーフティバントの構えで選手を揺さぶる作戦については、NPBのある程度のレベルに達した選手にはほぼ意味が無いとしている。それこそ村上宗隆ぐらいの強力な長距離打者でないと揺さぶる作戦は決まらないとの見解を示している。今浪も若手時代にそれをした際にコーチから、1球見逃すなら次の投球に備えてタイミングを取った方が有効だ、プロの一流投手にそんなことで乱れる投手はいないと注意され、以来一切しなくなった[47]。
- 「『代打の切り札』はなぜスタメンにならないのか?」というリスナーからの質問には、その選手の守備力・守備位置との兼ね合いも然ることながら、優れた打者が控えにいると相手チームの投手の起用に影響を与えることができるとの見解を示している。特に「代打の切り札」という概念は、先発完投型投手がほぼいない分業制の現代野球（2024年時点）ならではの駆け引きという趣旨の意見を述べている。また今浪としてはセ・リーグの場合、代打の2番手以降はともかく代打の1番手は「代打の切り札という名のポジションを勝ち取った」というニュアンスの認識を持っている[48]。
- 大学野球は自主性が重んじられるため、周囲が無理にでも練習させたおかげで高校時代に活躍した選手が大学野球に進んだ途端練習しなくなり、そのことにより高校時代の活躍が嘘のように大学野球で伸び悩むパターンがあるとしている。高校野球で活躍してプロ球界まで注目した選手が大学野球で一軍に上がることすらできずに引退することまであるのは、そもそも大学野球ではサボろうと思えばグラウンドに練習に来ないという選択もできる（本当に野球をやらない部員は幽霊部員と化してしまう）ためと説明している。大学野球は（あくまで自身の在籍時代の話だが）自身の出身の明治大学のように厳しいところだと練習より上下関係で躓く、自身の高校時代は監督やスタッフなど大人が厳しかったのに対し、大学時代は先輩が厳しかった（現役の大学野球選手は指導者より子供なので必然と信じられないような理不尽なこともしてきた）とも語っている[4]。
- プロ野球において身体的ピークとキャリアハイは一致すると主張している。成長曲線を効率的に伸ばせる時期（20代中盤から後半辺り）を過ぎたある一定の年齢から緩やかに身体的に伸ばせる時期があり、その時期で伸ばし続けた先の身体的ピークとキャリアハイが（概ね30歳から31歳程度）一致すると説明しているが、身体的ピークというのはあくまで野球に必要な身体能力で、そうした肉体的成長に経験や精神の成長が加わると断りを入れている。そういう意味では引退後の今の自分の方が、実戦で使い物になるかどうかは別として、技術、経験、精神の面では一番上手い時期だと語っている[49]。
- 高卒プロ入りと大卒プロ入りではプロでの出世に差が開かないと主張しており、「大学で過ごした4年間とプロで過ごした4年間で差が歴然とあるみたいな感覚ってない」と自身の感覚を語っている。今浪は、高卒で即プロのレギュラーレベルの選手は明らかに別として、同期の選手が大学を卒業してプロ入りした時点で一軍でレギュラーを取っていないか、あるいは一軍に昇格するかしないかというレベルの高卒プロ入り選手に関しては、高卒プロ入りと大卒プロ入りの差はないと話している。プロのコーチ・監督の指導を受け、野球漬けの環境で過ごしたとしても、結局は自分でどれだけ考えながら練習・プレーができるかに懸かっていると結論付けている[50]。

## 詳細情報

### 年度別打撃成績
| 年 度      | 球 団      | 試 合 | 打 席 | 打 数 | 得 点 | 安 打 | 二 塁 打 | 三 塁 打 | 本 塁 打 | 塁 打 | 打 点 | 盗 塁 | 盗 塁 死 | 犠 打 | 犠 飛 | 四 球 | 敬 遠 | 死 球 | 三 振 | 併 殺 打 | 打 率 | 出 塁 率 | 長 打 率 | O P S |
| ---------- | ---------- | ----- | ----- | ----- | ----- | ----- | -------- | -------- | -------- | ----- | ----- | ----- | -------- | ----- | ----- | ----- | ----- | ----- | ----- | -------- | ----- | -------- | -------- | ----- |
| 2008       | 日本ハム   | 1     | 1     | 1     | 0     | 0     | 0        | 0        | 0        | 0     | 0     | 0     | 0        | 0     | 0     | 0     | 0     | 0     | 0     | 0        | .000  | .000     | .000     | .000  |
| 2009       | 日本ハム   | 5     | 4     | 4     | 0     | 1     | 0        | 0        | 0        | 1     | 0     | 0     | 0        | 0     | 0     | 0     | 0     | 0     | 1     | 0        | .250  | .250     | .250     | .500  |
| 2010       | 日本ハム   | 29    | 50    | 45    | 1     | 11    | 1        | 0        | 0        | 12    | 3     | 0     | 0        | 2     | 0     | 3     | 0     | 0     | 11    | 1        | .244  | .292     | .267     | .559  |
| 2011       | 日本ハム   | 84    | 197   | 179   | 12    | 43    | 7        | 1        | 0        | 52    | 8     | 3     | 1        | 10    | 0     | 8     | 1     | 0     | 18    | 0        | .240  | .273     | .291     | .563  |
| 2012       | 日本ハム   | 13    | 18    | 18    | 0     | 3     | 0        | 0        | 0        | 3     | 0     | 0     | 0        | 0     | 0     | 0     | 0     | 0     | 0     | 1        | .167  | .167     | .167     | .333  |
| 2013       | 日本ハム   | 91    | 150   | 128   | 11    | 31    | 4        | 0        | 0        | 35    | 14    | 0     | 1        | 6     | 3     | 13    | 0     | 0     | 11    | 1        | .242  | .306     | .273     | .579  |
| 2014       | ヤクルト   | 13    | 41    | 38    | 7     | 8     | 1        | 0        | 0        | 9     | 1     | 0     | 0        | 0     | 0     | 3     | 0     | 0     | 4     | 0        | .211  | .268     | .237     | .505  |
| 2015       | ヤクルト   | 68    | 139   | 123   | 13    | 39    | 8        | 0        | 2        | 53    | 13    | 1     | 0        | 3     | 1     | 12    | 0     | 0     | 14    | 1        | .317  | .375     | .431     | .806  |
| 2016       | ヤクルト   | 94    | 240   | 201   | 22    | 56    | 9        | 3        | 1        | 74    | 28    | 0     | 1        | 3     | 4     | 30    | 0     | 2     | 25    | 3        | .279  | .371     | .368     | .739  |
| 2017       | ヤクルト   | 7     | 17    | 15    | 1     | 4     | 1        | 1        | 0        | 7     | 2     | 0     | 0        | 1     | 0     | 1     | 0     | 0     | 0     | 0        | .267  | .313     | .467     | .779  |
| 通算：10年 | 通算：10年 | 405   | 857   | 752   | 67    | 196   | 31       | 5        | 3        | 246   | 69    | 4     | 3        | 25    | 8     | 70    | 1     | 2     | 84    | 7        | .261  | .322     | .327     | .649  |

### 年度別守備成績
内野守備
| 年 度 | 球 団    | 一塁  | 一塁  | 一塁  | 一塁  | 一塁  | 一塁     | 二塁  | 二塁  | 二塁  | 二塁  | 二塁  | 二塁     | 遊撃  | 遊撃  | 遊撃  | 遊撃  | 遊撃  | 遊撃     | 三塁  | 三塁  | 三塁  | 三塁  | 三塁  | 三塁     |
| 年 度 | 球 団    | 試 合 | 刺 殺 | 補 殺 | 失 策 | 併 殺 | 守 備 率 | 試 合 | 刺 殺 | 補 殺 | 失 策 | 併 殺 | 守 備 率 | 試 合 | 刺 殺 | 補 殺 | 失 策 | 併 殺 | 守 備 率 | 試 合 | 刺 殺 | 補 殺 | 失 策 | 併 殺 | 守 備 率 |
| ----- | -------- | ----- | ----- | ----- | ----- | ----- | -------- | ----- | ----- | ----- | ----- | ----- | -------- | ----- | ----- | ----- | ----- | ----- | -------- | ----- | ----- | ----- | ----- | ----- | -------- |
| 2009  | 日本ハム | -     | -     | -     | -     | -     | -        | -     | -     | -     | -     | -     | -        | 2     | 1     | 3     | 0     | 0     | 1.000    | 3     | 0     | 1     | 0     | 0     | 1.000    |
| 2010  | 日本ハム | -     | -     | -     | -     | -     | -        | -     | -     | -     | -     | -     | -        | 14    | 14    | 25    | 2     | 7     | .951     | 1     | 1     | 0     | 0     | 0     | 1.000    |
| 2011  | 日本ハム | -     | -     | -     | -     | -     | -        | 45    | 37    | 63    | 0     | 9     | 1.000    | 38    | 41    | 87    | 3     | 17    | .977     | 13    | 6     | 19    | 0     | 0     | 1.000    |
| 2012  | 日本ハム | -     | -     | -     | -     | -     | -        | 2     | 0     | 2     | 0     | 0     | 1.000    | 5     | 4     | 12    | 2     | 1     | .889     | 2     | 0     | 1     | 0     | 0     | 1.000    |
| 2013  | 日本ハム | -     | -     | -     | -     | -     | -        | 46    | 55    | 82    | 1     | 17    | .993     | 3     | 1     | 5     | 0     | 0     | 1.000    | 29    | 6     | 13    | 1     | 1     | .950     |
| 2014  | ヤクルト | -     | -     | -     | -     | -     | -        | -     | -     | -     | -     | -     | -        | 13    | 13    | 24    | 1     | 2     | .974     | -     | -     | -     | -     | -     | -        |
| 2015  | ヤクルト | 1     | 1     | 0     | 0     | 0     | 1.000    | -     | -     | -     | -     | -     | -        | 37    | 40    | 77    | 4     | 11    | .967     | 8     | 0     | 2     | 0     | 0     | 1.000    |
| 2016  | ヤクルト | 47    | 241   | 20    | 1     | 17    | .996     | -     | -     | -     | -     | -     | -        | 10    | 12    | 24    | 1     | 6     | .973     | 14    | 9     | 14    | 2     | 2     | .920     |
| 2017  | ヤクルト | 3     | 13    | 0     | 0     | 3     | 1.000    | -     | -     | -     | -     | -     | -        | -     | -     | -     | -     | -     | -        | 1     | 0     | 0     | 0     | 0     | .000     |
| 通算  | 通算     | 51    | 255   | 20    | 1     | 20    | .996     | 93    | 92    | 147   | 1     | 26    | .996     | 122   | 126   | 257   | 13    | 44    | .967     | 71    | 22    | 50    | 3     | 3     | .960     |

外野守備
| 年 度 | 球 団    | 外野  | 外野  | 外野  | 外野  | 外野  | 外野     |
| 年 度 | 球 団    | 試 合 | 刺 殺 | 補 殺 | 失 策 | 併 殺 | 守 備 率 |
| ----- | -------- | ----- | ----- | ----- | ----- | ----- | -------- |
| 2013  | 日本ハム | 2     | 3     | 0     | 1     | 0     | .750     |
| 通算  | 通算     | 2     | 3     | 0     | 1     | 0     | .750     |

### 記録
- 初出場：2008年8月20日、対千葉ロッテマリーンズ19回戦（東京ドーム）、5回裏に髙橋信二の代打で出場
- 初打席：同上、5回裏に清水直行から二塁ゴロ
- 初安打：2009年9月1日、対千葉ロッテマリーンズ18回戦（千葉マリンスタジアム）、7回表に大嶺祐太から二塁内野安打
- 初先発出場：2010年4月16日、対埼玉西武ライオンズ4回戦（西武ドーム）、「8番・遊撃手」で先発出場
- 初打点：2010年4月25日、対東北楽天ゴールデンイーグルス6回戦（クリネックススタジアム宮城）、6回表に田中将大から押し出し四球
- 初盗塁：2011年6月5日、対読売ジャイアンツ3回戦（東京ドーム）、9回表に二盗（投手：西村健太朗、捕手：阿部慎之助）
- 初本塁打：2015年5月24日、対広島東洋カープ10回戦（MAZDA Zoom-Zoom スタジアム広島）、4回表に福井優也から右越2ラン

### 背番号
- 45（2007年 - 2014年途中）
- 59（2014年途中 - 2017年）

### 登場曲
- MONKEY MAJIK 『Open Happiness』
- ノーランズ 『ダンシング・シスター』
- 強 (歌手) 『SUN & MOON feat ハイジ』
- SEKAI NO OWARI 『スターライトパレード』（2014年 - 2017年）

## 作品

### 書籍
- 今浪隆博のスポーツメンタルTV THE BOOK 野球観戦が100倍面白くなる厳選100談義（2024年4月8日、イースト・プレス） ISBN 978-4781622989